# Église Saint-Martin de Courpière
L'église Saint-Martin est une église catholique située à Courpière, en France.

## Localisation
L'église est située dans le département français du Puy-de-Dôme, sur la commune de Courpière.

## Historique
L'édifice est classé au titre des monuments historiques en 1886.